# Delavirdin
Delavirdin (DLV) ist ein Arzneistoff zur Behandlung von HIV-infizierter Patienten im Rahmen einer HIV-Kombinationstherapie. Der Wirkstoff wird pharmazeutisch als Salz der Methansulfonsäure (Mesilat) eingesetzt.
In USA und Kanada ist Delavirdin unter dem Handelsnamen Rescriptor seit 1997 zugelassen, in Europa besteht aufgrund unzureichender Wirksamkeitsdaten keine Zulassung. 2017 beendete der Hersteller ViiV Healthcare den Vertrieb und die Produktion.

## Pharmakologie
Delavirdin gehört zur Substanzklasse der nichtnukleosidischen Reverse-Transkriptase-Inhibitoren (NNRTI). Der Wirkstoff bindet nicht-kompetitiv an die Reverse Transkriptase von HIV-1, nahe der Substratbindungsstelle für Nukleoside. Dadurch wird die katalytisch aktive Bindungsstelle blockiert. Es können nur wenige Nukleoside binden und die Polymerisation wird deutlich verlangsamt.

## Pharmakokinetik
Der Wirkstoff wird auf oralem Wege in Form von Tabletten (normalerweise dreimal täglich) aufgenommen. Die Resorption erfolgt zügig bei einer Halbwertszeit von ca. sechs Stunden. Die Ausscheidung erfolgt hepatisch, wodurch Wechselwirkungen mit anderen auf diesem Wege metabolisierten Substanzen nicht ausgeschlossen werden können.